# Triathlon aux Jeux panaméricains de 2023
Navigation
Édition précédente Édition suivante
Le triathlon des Jeux panaméricains de 2023 a lieu à Santiago (Chili) entre le 2 et le 4 novembre 2023. Trois épreuves sportives ont lieu : une masculine, une féminine et une en relais mixte.

## Palmarès
| Compétition | Or                   | Argent               | Bronze                 |
| ----------- | -------------------- | -------------------- | ---------------------- |
| Hommes      | Miguel Lopes Hidalgo | Matthew McElroy      | Crisanto Grajales      |
| Femmes      | Lizeth Rueda (es)    | Maria Velasquez Soto | Rosa Maria Tapia Vidal |

| Place              | Pays                                                                                      |
| ------------------ | ----------------------------------------------------------------------------------------- |
| Médaille d'or      | Brésil Miguel Lopes Hidalgo Djenyfer Arnold Manoel Messias Vittória Lopes (en)            |
| Médaille d'argent  | États-Unis Seth Francis Rider Erika Hall Ackerlund Matthew McElroy Virginia Claire Sereno |
| Médaille de bronze | Canada Brock Hoel Emy Legault (es) Liam Connor Donnelly Dominika Jamnicky                 |